# Timeless Miracle
Timeless Miracle to zespół muzyczny ze Szwecji grający power metal, założony w 2001.

## Członkowie zespołu
- Mikael Holst - śpiew, gitara basowa
- Fredrik Nilsson - instrumenty klawiszowe, gitara
- Sten Möller - gitara
- Jaime Salazar - perkusja

### Byli członkowie
- Kim Widfors

## Dyskografia
- In The Year Of Our Lord (2002) (demo)
- The Enchanted Chamber (2003) (demo)
- The Voyage (2004) (demo)
- Into the Enchanted Chamber (2005)